# Alpenvereinsjahrbuch
Das Alpenvereinsjahrbuch ist eine seit 1949 erscheinende jährliche Publikation des österreichischen, deutschen und Südtiroler Alpenvereins. Es ist der Nachfolger der von 1872 bis 1942 erschienenen Zeitschrift des Deutschen und Oesterreichischen Alpenvereins. Mit dem Jahrbuch wird die Tradition der alten Zeitschrift fortgeführt, es trägt daher bis heute auf dem Titelblatt diesen Zusatz. Der vollständige Titel beispielsweise der Ausgabe für 2011 lautet Alpenvereinsjahrbuch Berg 2011, Zeitschrift Band 135. Es gibt neben der Redaktion für das Jahrbuch einen Beirat, der aus Vertretern der drei Alpenvereine besteht.

## Geschichte
Der Deutsche und Oesterreichische Alpenverein, seit dem Anschluss Österreichs im März 1938 nur noch Deutscher Alpenverein, wurde durch die Alliierten, aufgrund seiner nationalsozialistischen Ausrichtung unter seinem Führer Arthur Seyß-Inquart, 1945 verboten. Der seit 1938 durch die Gleichschaltung nicht mehr eigenständig in Erscheinung tretende Österreichische Alpenverein wurde noch im gleichen Jahr neu gegründet, der DAV durfte sich hingegen erst 1952 neu konstituieren. Das Jahrbuch wurde daher 1949 zunächst allein vom ÖAV herausgegeben, 1951 erschien erstmals eine Ausgabe des DAV, die allerdings bis auf den Titel identisch mit der österreichischen war und als sogenannter Überbrückungsband 1943 - 1951 bezeichnet wurde. Auch alle folgenden Ausgaben des Jahrbuchs wiesen wörtlich den gleichen Inhalt auf.
1970 traten die beiden Vereine wieder gemeinsam als Herausgeber auf. Im Doppeljahrgang 1982/83 schloss sich der Alpenverein Südtirol (AVS) an.

### Autoren und Inhalt
Neben einigen alten Autoren, wie der Geologe Raimund Klebelsberg, die Fotografin Erika Hubatschek und der Historiker Karl Finsterwalder, die bereits vor 1945 für die Zeitschrift schrieben, traten nun neue auf. Walther Flaig, der spätere Kenner der Bernina, schrieb 1949 in einem schwärmerischen Stil über die Roggspitze 1950 berichtete der Wegbereiter des Freikletterns Matthias Rebitsch über seine Erstbesteigung der Laliderer-Nordwand im Jahr 1932. 1951 schrieb Herbert Paidar, seinen letzten Beitrag für das Jahrbuch mit dem Titel Schicksal Himalaja, in dem er über seine Expedition des Jahres 1939 berichtet (Paidar kam im September 1951 durch Steinschlag an der Pallavicini-Rinne am Großglockner ums Leben).

### 1951 bis 1960
Die nächsten Jahrgänge wiesen einen ähnlichen Inhalt auf wie die alte Vorkriegszeitschrift, eine Mischung aus wissenschaftlichen Abhandlungen, Reiseberichten aus aller Welt, Volkstum und auch Anekdoten. Im Jahrgang 1953 dominierte das Thema Nanga Parbat. Ein Beitrag von Karl Maria Herrligkoffer über die erfolgreiche Expedition zum angeblichen Schicksalsberg der Deutschen, die er als Willy-Merkl-Gedächtnis-Expedition bezeichnete (Willy Merkl verunglückte 1934 bei der gescheiterten Deutschen Nanga-Parbat-Expedition) leitete eine Reihe von umfangreichen Aufsätzen ein. Herrligkoffer beendete seinen Bericht mit den pathetischen Worten, ...setzte somit den Schlußstrich unter den dramatischen Kampf um den deutschen Schicksalsberg im Himalaya – die Deutsch-Österreichische-Willy-Merkl-Gedächtnis-Expedition hatte das Vermächtnis der toten Kameraden erfüllen dürfen. 1954 schrieb der Münchner Arzt Karl Leibl über den Höhenschwindel und stellt zu Anfang gleich fest, dass es ein „Tabu“ der Kultur [sei], offen Angst zu zeigen. Auch in den folgenden Jahren blieb der Himalaya ein Hauptthema des Jahrbuchs. In der Ausgabe von 1957 erschien als ein Ergebnis der zahlreichen Himalayaexpeditionen seit den 1920er Jahren eine Alpenvereinskarte im Maßstab 1:25.000 mit dem Mount Everest von Erwin Schneider als Beilage zum Jahrbuch. Im gleichen Band berichtet auch Arnold Fanck über seine Arbeit als Regisseur seiner Bergfilme und darüber, wie er 1939 von dem nationalsozialistischen Propagandaminister Joseph Goebbels kaltgestellt wurde und auch nach dem Krieg nicht mehr beruflich Fuß fassen konnte. In den nächsten Jahren lag dann der Schwerpunkt bei großen Expeditionen zunächst in Südamerika. Im Jahrgang 1960 standen wieder Kundfahrten, wie Expeditionen im Alpenverein traditionell genannt wurden, in den Himalaya und zum Hindukusch im Mittelpunkt. Der Zoologe Friedrich Schaller beschrieb in der gleichen Ausgabe unter dem Titel Neues vom Gletscherfloh neue Erkenntnisse über den Springschwanz.

### 1961 bis 1970
Schrieben bisher für das Jahrbuch fast ausschließlich Männer, nur während der Kriegszeit durfte die Fotografin Erika Hubatschek einmal publizieren, begann mit Liselotte Buchenauer 1964 eine neue Zeit. Ihr Aufsatz mit dem Titel Drei große Bergsteigerinnen widmete sich der teilweise tragischen Geschichte dreier junger Frauen und Mädchen, die ihren männlichen Kollegen in ihrer bergsteigerischen Leistung nicht unterlegen waren, der slowenischen Alpinistin Mira Marko Debelakova, der 1926 die erste Durchsteigung der Špik-Nordwand gelang, der Österreicherin Grete Rieder, die 1932 als erste Frau den Güntherweg am Hochschwab bestieg und durch einen Wettersturz am Kleinen Buchstein 35-jährig ums Leben kam und Maria Kampitsch, die 1946 mit Kurt Maix die Route Toter Hund am Türlspitz (Schwierigkeitsgrad UIAA VI) bestieg. Sie verunglückte 1956 bei einem Wettersturz in der Meije 1967 erschien im Jahrbuch der Vorabdruck des Buches Von der Krinoline zum 6. Grad, von Felicitas von Reznicek, die hier die 400-jährige Geschichte der Bergsteigerinnen umreißt. 1969, zum einhundertjährigen Jubiläum des Deutschen Alpenvereins, erschien im Jahrbuch die Festansprache des Theologen, Philosophen und ersten Vorsitzenden des DAV, Ulrich Mann, mit dem Titel DAV – Woher? Wo? Wohin? Ein Aspekt der Rede war die sogenannte Vergangenheitsbewältigung in Hinblick auf die Zeit nach 1933. Der Verein sei immer unpolitisch gewesen. Ab 1933 habe es größte Mühe gekostet, den Verband vor der drohenden politischen Überfremdung zu bewahren; unter mancherlei Gefahren, und nicht ohne notwendige raffinierte Schliche ist dies auch einigermaßen gelungen. Dann weiter: Es ist meine Pflicht, gegenüber nicht wenigen [...], dies objektiv festzustellen. Er beendet das Thema mit dem Satz: Wer es nicht selbst erlebt hat, kann da nicht mitreden. Unerwähnt bleibt, neben anderem, der seit den 1920er Jahren bestehende offene Antisemitismus in den meisten Sektionen des Alpenvereins. Wurden im Jahrbuch nur selten leitende Redakteure namentlich erwähnt, erschienen ab der Ausgabe von 1969 regelmäßig die Namen der für die sogenannte Schriftleitung verantwortlichen Autoren im Wechsel zwischen DAV und OeAV. 1970, zum Jahr des europäischen Naturschutzes, steuerte Peter Pernthaler, Professor für Öffentliches Recht an der Universität Innsbruck, eine Festrede zum Thema Alpenverein und Naturschutz heute bei, in der er ein jähes Erwachen in einer restlos denaturierten Welt befürchtet.

### 1971 bis 1980
Die Umwelt bleibt die ganzen 1970er Jahre hindurch Thema im Jahrbuch. Ulrich Mann behauptet in seinem Aufsatz Erziehung zum Umweltbewußtsein als anthropologisch-ethische Aufgabe, dass der Mensch sich zwar ohne Fortschrittserwartung noch im Stadium des Pithecanthropus erectus befände, aber dennoch durch Transzendenz, Ordnung, Bewahren, was die drei Merkmale konservativen Denkens seien, etwas bewegen könne. Als Beispiel führt er die damaligen Proteste Stockholmer Bürger, besonders der Jugendlichen an, die ganz ohne sozialkritische Töne, die Bäume ihrer Stadt erhalten haben. 1975, zur 100. Ausgabe des Jahrbuches, seit Gründung der Zeitschrift, stellt Nils Faarlund die Frage, Bergsteigen – warum?, Renate Katarina Oswald ruft zur Rettung der Wildnis auf und Michael Schweikert schildert Umweltprobleme im Alpenraum. Auch in den folgenden Jahren setzt sich die kritische Auseinandersetzung mit dem Alpenverein fort. Ist der Alpenverein auf dem richtigen Weg? fragt Louis Oberwalder und Reinhold Messner liefert einen Beitrag für das Jahrbuch mit einem Bericht über die Südtiroler Andenexpedition 1974 ab. Zahlen zum geringen Anteil der Frauen in führenden Ämtern der Sektionen liefert Richard Grumm in seinem Aufsatz Frauen im Alpenverein und stellt 1976, anlässlich des Internationalen Jahres der Frau 1975 fest, dass Frauen am häufigsten das Amt des Schriftführers, des Schatzmeisters bekleiden und in der Jugendbetreuung tätig sind. Fünf von 42 Artikeln in dieser Ausgabe wurden von Autorinnen verfasst. Einen Bericht über die erste Winterbesteigung der Matterhorn-Nordwand in einer reinen Frauenseilschaft veröffentlichte die polnische Bergsteigerin Wanda Rutkiewicz im Jahrbuch 1978, in der auch die Rivalität mit einer gleichzeitig aufsteigenden gemischten japanischen Seilschaft erwähnt wird, die auf die Frage hinauslief, welche Frau als erste auf dem Gipfel stehen wird. Ab Mitte der 1970er Jahre gewann das Sport- und Wettkampfklettern im Alpenvereinsjahrbuch eine größere Beachtung. Prägender Autor zu diesem Thema war Reinhard Karl, der mehrere Beiträge verfasste.

### 1981 bis 1990
Auch in den 1980er Jahren war das Klettern in den oberen Schwierigkeitsgraden Thema im Jahrbuch. Das bis dahin weit verbreitete technische Klettern wird in den achtziger Jahren endgültig vom Freiklettern abgelöst. Mathias Rebitsch liefert 1981 als Auftakt einen erweiterten Bericht über seine Erstbesteigung der Direkten Nordwand der Laliderer Spitze im Jahr 1946. Pit Schubert berichtet regelmäßig über seine Materialtests von Ausrüstung. Ebenfalls im Jahrbuch 1981 werden erstmals Zeichnungen des Karikaturisten und Comiczeichners Sebastian Schrank veröffentlicht. Kritik am in jener Zeit verstärkt aufkommenden Trekkingtourismus in Nepal übt Herbert Hoffmann in seinem Aufsatz Die gut gemeinte Momentaufnahme und das schlechte touristische Gewissen. Im Doppeljahrgang 1982/83 tritt zum ersten Mal der Alpenverein Südtirol neben DAV und ÖAV als Herausgeber in Erscheinung. In dieser Ausgabe wird die Zunahme des Bergtourismus im Alpenraum und das Verhältnis des Alpenvereins dazu kritisch betrachtet und kommentiert: Zwischen Freiheit und Reglementierung, Bergsteigen heute. 1984, im damals in den Medien so genannten Orwell-Jahr, nehmen Heinz Röhle, der spätere, nicht unumstrittene Präsident des DAV, und Franz Speer in einem Interview Stellung zum Naturschutz in einer von Übertechnisierung bedrohten Welt. In jenem Jahr erscheint auch eine kritische Studie über das Weltbild Reinhold Messners von Herbert Guggenbichler, einem Landsmann Messners. Es ist eine Kritik an dem zu großen, oft problematischen Einfluss Messners auf den Alpinismus, besonders anhand seiner bei manchen damals umstrittenen zahlreichen Veröffentlichungen. Im Jahrgang 1985 erscheint ein Beitrag von Judith Huber, der sich mit Beziehungsproblemen beschäftigt: Klettern – Scheidungsgrund? Streßsituationen im Gebirge und ihre Auswirkungen auf die Partnerschaft. Ein Frauenthema wird auch im Jahrgang 1986 angesprochen. Emanzipation im Schatten des Himalaya ist der Titel eines Beitrags von Joëlle Kirch, in dem sie die Lebensbedingungen von Sherpafrauen, die Trägerdienste für Expeditionen leisten, beschreibt und ihr erwachendes Selbstbewusstsein würdigt.

### 1991 bis 2000
Die 1990er Jahre stehen ganz im Zeichen des Sportkletterns. Die Umschlagseiten des Jahrbuches zeigen in diesem Jahrzehnt professionelle Fotos von imposanten Felswänden bei bestem Wetter mit gutaussehenden, gutgekleideten jungen Sportlern die scheinbar mühelos den Fels bezwingen. Peter Baumgartner stellt in seinem Artikel Die wahren Abenteuer sind im Kopf fest, dass Modetrends in Bezug auf Bekleidung, durch die Ausrüstungsindustrie forciert, bei Kletterern und Bergsteigern einen höheren Stellenwert haben als früher. Die Begriffe Zeitgeist und Schickimicki haben sich im allgemeinen Sprachgebrauch der Bergsteiger festgesetzt, schicke Marken-Outdoorkleidung ist seit jener Zeit angesagt, Kniebundhosen und rote Strümpfe ab sofort verpönt. Die gesellschaftlichen Umbrüche des Jahres 1989, die schließlich zur Wende in der DDR führten, rückten auch wieder das Klettern im Elbsandsteingebirge mehr in das Bewusstsein des Alpenvereins. Im Jahrbuch 1993 erschien ein kritischer Artikel zum Klettern in Sachsen mit dem Titel Lebenszeit, Sächsisches Felsklettern – die Tradition bewahren, doch die Stagnation verhindern, in dem der sächsische Kletterer Bernd Arnold eine kritische Bilanz zieht. Die anderen traditionellen Themen wie Umweltschutz, Kunst und Kultur, nehmen jedoch auch weiterhin ihren angestammten Raum in den Jahrbüchern jener Zeit ein. Frauenalpinistik ist der Titel eines Artikels von Dagmar Wabnik, der 1994 der Frage nachging, warum Frauen im härter geprägten Alpinismus, also in hohen Lagen oder schweren Touren, unterrepräsentiert sind. Sie kommt aufgrund von statistischen Erhebungen zu der Erkenntnis, dass weniger körperliche Ursachen eine Rolle spielen, sondern eher ein psychisch-mentaler Bereich – das zu geringe Einschätzen der eigenen Leistung, aber auch eine gewisse Ängstlichkeit, sowie die Erwartungshaltung der Gesellschaft.

### 2001 bis 2010
In diesem Jahrzehnt beginnt im Alpenverein der Versuch, sich gründlich mit der eigenen Geschichte von 1921 bis 1945 auseinanderzusetzen. Nicholas Mailänder veröffentlicht im Jahrbuch 2008 einen umfangreichen Artikel mit dem Titel Im Schatten der Geschichte, der sich kritisch unter anderem mit der Rolle der damaligen Funktionäre bei der Wiedergründung des Vereins 1950 befasst: Keine Stunde Null im Alpenverein. Weitere Schwerpunkte sind in diesem Jahrzehnt der Naturschutz, die Sicherheit beim Bergsteigen und die kritische Hinterfragung des Bergsports in einigen Artikeln, die sich mit der Frage nach der Risikobereitschaft des Menschen befassen. Vom Sinn des Wagens – Warum Menschen sich gefährlichen Herausforderungen stellen ist der Titel eines ausführlichen Beitrags des Sportwissenschaftlers und Psychologen Siegbert Warwitz im Jahrbuch von 2006. Mit dem immer mehr ausufernden Tourismus an den sogenannten Modebergen befasst sich Wolfgang Pusch im Jahr 2007. Am Beispiel Großglockner, dem höchsten Berg Österreichs, referiert er über die Auswüchse und Bedingungen des Bergtourismus in Verbindung mit den zunehmend heißeren Sommern seit 2003 in seinem Essay mit dem Titel Stau unterm Gipfelkreuz und Einsamkeit über den Wolken. Den damals noch recht neuen Modetrend Skyrunning stellt der später umstrittene Christian Stangl 2009 aus der Sicht eines perfekt trainierten Skyrunners dar: Skyrunning – Schnellbergsteigen an den höchsten Bergen der Welt ist der Titel eines unkritischen Essays, der Tipps für ein erfolgreiches Skyrunning unter Zeitdruck liefert. Die 68er Bewegung und der DAV ist der Titel eines Aufsatzes von Nicholas Mailänder, ebenfalls im Jahrbuch 2009, der sich mit dem Einfluss jener Bewegung auf den Alpenverein beschäftigt. Mailänder sieht in Reinhold Messner den bedeutendsten Vertreter dieser Bewegung, die auch hinsichtlich des alpinen Bergsports Revolutionäres wollte, aber an den konservativen Funktionären im Verein scheiterte. Ein Ergebnis dieses Scheiterns war die Gründung der Kletterkommune Roter Stern (KKRS) am 17. Juni 1970, in der sich linke Franken-Kletterer um Rudl Buchner zusammenschlossen.

## Seitenumfang und Ausstattung
Das Jahrbuch knüpfte zunächst an die Vorkriegszeitschrift an, so wurde die in jener Zeit übliche Frakturschrift weiter verwendet, das Buchformat entsprach mit etwa 19 mal 26 cm (groß Oktav) ebenfalls dem Vorgänger. Die Seitenzahl war zunächst mit weniger als 150 Seiten allerdings geringer als die der Vorkriegszeitschrift. Bis zum Jahrgang 1951 gab es einen Leinenrücken und Buchdeckel aus Pappe, den Halbband, ab 1952 erschien das Jahrbuch als Ganzband aus Leinen. Auf Farbabbildungen wurde bis 1959 verzichtet, aber bereits seit der Nachkriegszeit wurde der Duplexdruck für die Wiedergabe von Fotos verwendet. Jede Ausgabe hat bis heute, wie auch bereits die alte Zeitschrift, eine Beilage in Form einer Alpenvereinskarte. Ab 1957 wurde die seit dem Ersten Weltkrieg verwendete Frakturschrift durch eine Antiqua ersetzt, wie sie bereits im 19. Jahrhundert üblich war. Ende der 1960er Jahre nahm der Umfang des Jahrbuches wieder zu, die Ausgabe von 1970 wies über 220 Seiten auf. Seit 1975 erhielt das Alpenvereinsjahrbuch, wie es seit 1970 genannt wurde, einen farbigen Schutzumschlag und durchgehend Farbabbildungen. Mit der Ausgabe von 1981 vergrößerte sich das Buchformat auf 21 mal 27 Zentimeter.

## Weblink
- Die Bibliothek des Deutschen Alpenvereins veröffentlicht auf ihrer Internetseite die Ausgaben des Jahrbuchs einschließlich ihrer Vorläufer von 1869 bis zur laufenden Ausgabe.[27]